# Раве, Йорик
Йори́к Раве́ (фр. Yoric Ravet; родился 12 сентября, 1989 года, Эшироль, Франция) — французский футболист, вингер клуба Гренобль.

## Клубная карьера
Раве — воспитанник «Гренобля», за который играл в 2007—2011 годах. 9 августа 2008 года в матче против «Сошо» дебютировал в чемпионате Франции. А 27 февраля 2010 года в матче против «Нанси» забил первый гол за «Гренобль». На протяжении двух сезонов в «Гренобле» являлся неосновным игроком, в основном выходил на замену в конце матча. Лишь в сезоне 2010/11, когда команда вылетела в Лигу 2, стал получать больше игровой практики. 30 января 2011 года за 600 тысяч евро перешёл в «Сент-Этьен». Но Йорик не смог закрепиться в основном составе, сыграв за два сезона лишь 66 минут. И уже в следующем сезоне перешёл в аренду на сезон в «Анже». За «Анже» в Лиге 2 сыграл 29 матчей и забил 3 мяча.
29 июля 2013 года свободным агентом перешёл в швейцарский клуб «Лозанна», подписав контракт на два года. 22 сентября того же года в матче против «Цюриха» дебютировал в чемпионате Швейцарии. А уже 9 февраля 2014 года в матче против «Сьона» забил первый гол за «Лозанну». 1 июля 2014 года перешёл в «Грассхоппер», в составе которого дебютировал в еврокубках. 30 июля 2014 года в матче третьего квалификационного раунда Лиги Чемпионов против французского «Лилля» дебютировал в еврокубках. Всего за «Грассхоппер» сыграл 53 матча и забил 16 голов. 14 января 2016 года перешёл в «Янг Бойз».
В феврале 2019 года Раве перешёл в «Грассхоппер» на правах аренды.

## Международная карьера
В 2009 году в составе сборной Франции до 20 лет принял участие в Средиземноморских играх.